# LABIOMISTA

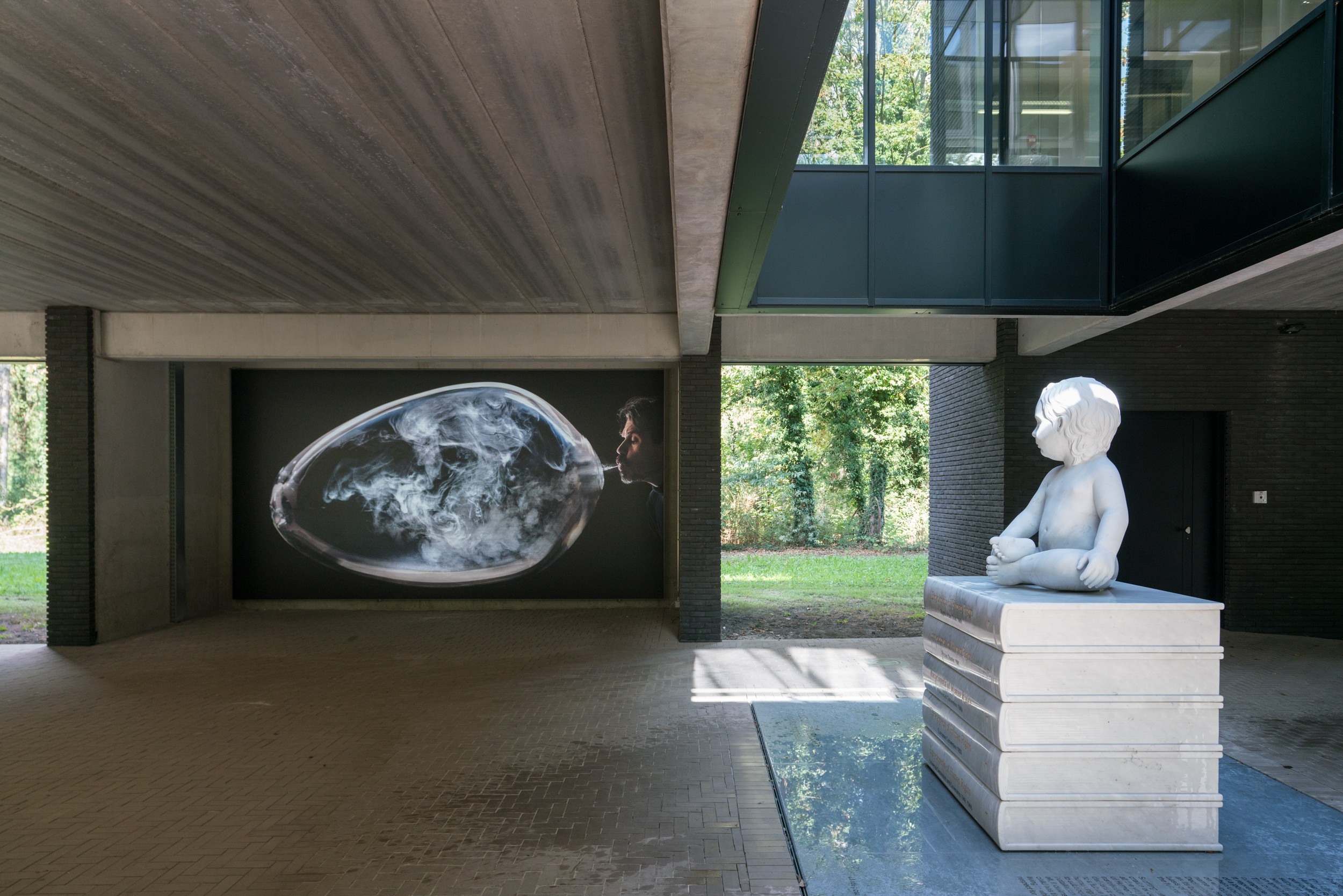
Openluchtgalerij onder The Battery

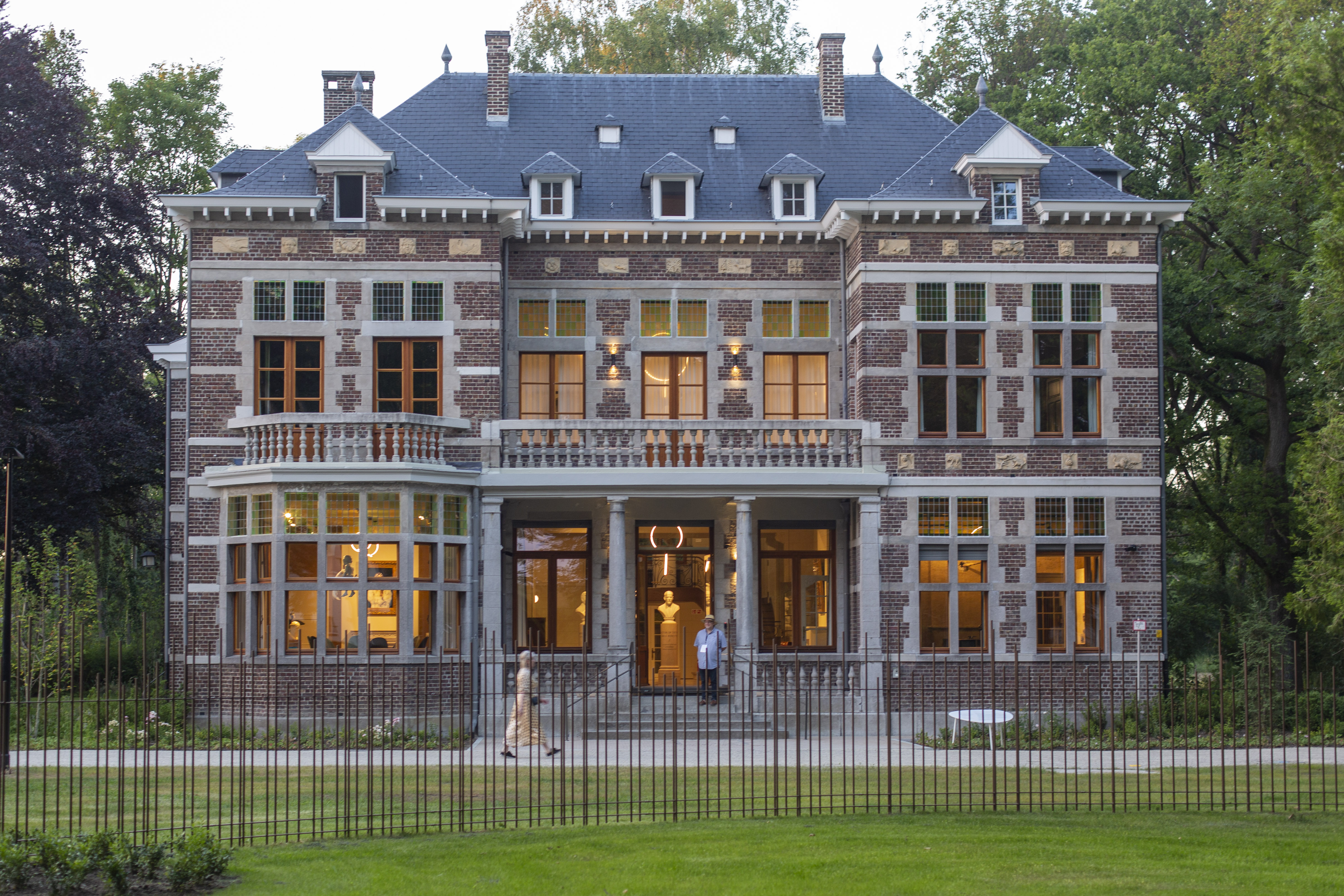
Voormalige directeurswoning van de mijn en zoo, nu Villa OpUnDi

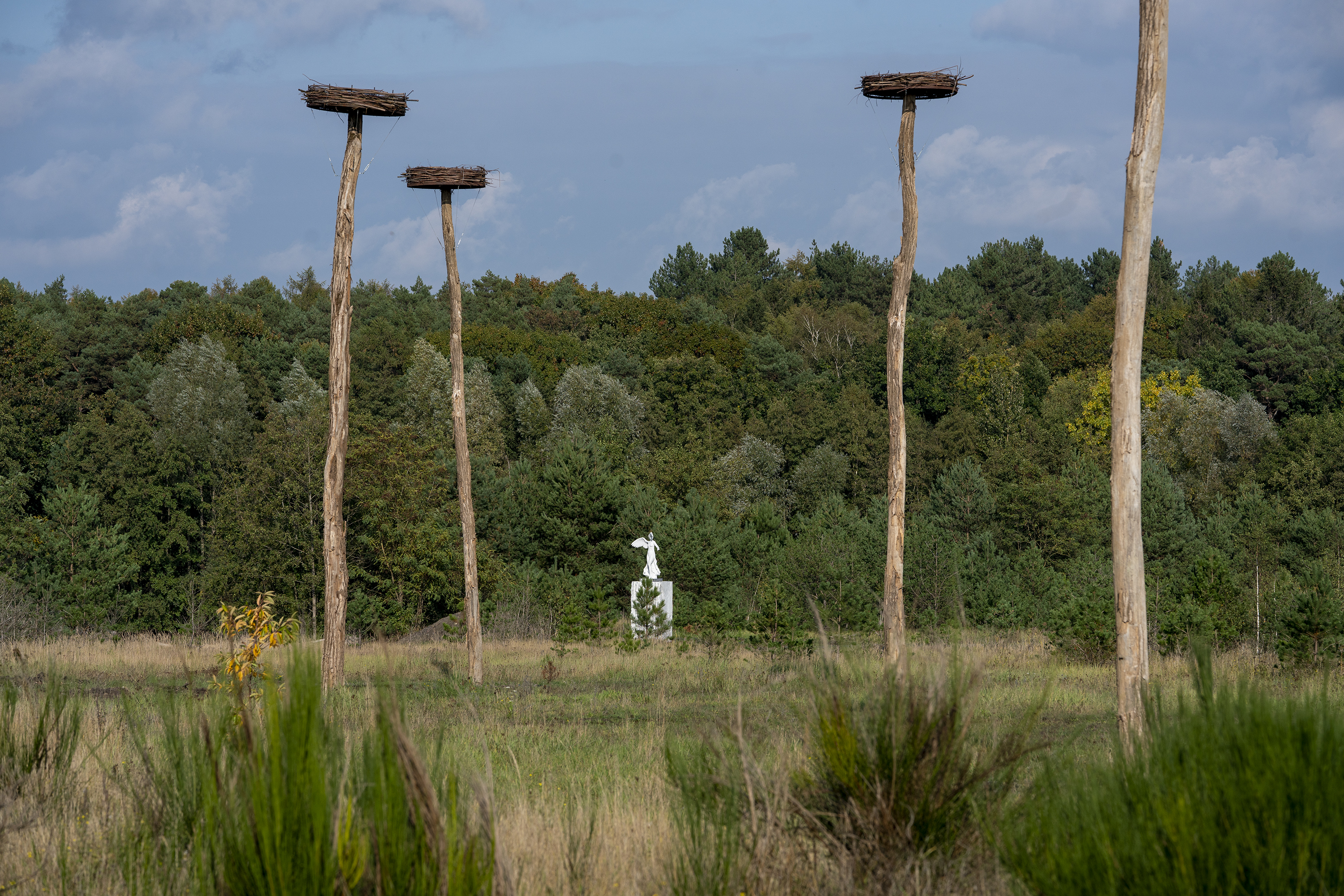
Protected Paradise

LABIOMISTA is het levenswerk van kunstenaar Koen Vanmechelen, een 'evoluerend kunstwerk over de mix van het leven' in samenwerking met de stad Genk. Op de 24 hectare groene site is het atelier van de kunstenaar gevestigd, alsook een statige villa (nu 'Villa OpUnDi') uit 1925 in eclectisch–historische stijl met Maaslandse kenmerken die gebouwd werd voor de directeur van de steenkoolmijn van Zwartberg. Na het sluiten van de mijn in 1966 kwam het terrein in private handen en werd het de 'Limburgse Zoo' of de Zoo van Zwartberg. LABIOMISTA werd geopend in 2019 en is sindsdien jaarlijks open voor bezoekers van de lente tot en met de herfst.

## Evoluerend kunstwerk
Van het 24 hectare groot gebied wordt de helft ingenomen door de natuur. De gerestaureerde directeurswoning werd omgevormd tot Villa OpUnDi (Koen Vanmechelens 'Open University of Diversity'). De openluchttentoonstelling omvat levende kunstwerken en installaties van Koen Vanmechelen. Doorheen het bezoek worden universele maatschappelijke onderwerpen als diversiteit en mensenrechten tastbaar en bespreekbaar dankzij de taal van de kunst. Verder zijn er plaatsen voor workshops en educatie voorzien in het parkpaviljoen LabOvo. De Zwitserse architect Mario Botta ontwierp The Ark en The Battery. De serre The Looking glass werd door Botta en Vanmechelen ontworpen. Ook de Arendskooi is een ontwerp van hen en maakt deel uit van Vanmechelens studio.
In het park zijn er drie dierencompartimenten van ruim 9.000 m² voorzien, drie vijvers en een meer dan een kilometer lang wandelpad  met enkele bruggen. Voor Vanmechelen spelen dieren een voorname rol in zijn werk, waaronder de kippen die deel uit maken van de kunstenaar zijn Cosmopolitan Chicken Project. Daarnaast ziet de bezoeker ook lama’s, emoes, dromedarissen, struisvogels, alpaca’s en nandoes.

### Cosmopolitan Culture Park
In dit gedeelte van het park (12 hectare) voeren wandelpaden van gedomesticeerde dieren naar 'ongetemden'. Dierenkoppels zijn samengebracht in compartimenten van ongeveer 1 hectare. De dieren vormen samen met planten, schimmels en andere organismen een nieuw ecosysteem. Hier ontdekken bezoekers de centrale elementen in het werk van Koen Vanmechelen. 
Het Cosmopolitan Chicken Project en de Planetary Community Chicken staan centraal in het park. In het Cosmopolitan Culture Park passeert de bezoeker ook Vanmechelens 9,5 meter hoge Cosmogolem, een open hoofd uit marmer en staal, een internationaal symbool voor kinderrechten.

### Protected Paradise
Sinds 2021 kunnen bezoekers het wandelpad verlaten en 'Protected Paradise' betreden. In dit achterste gedeelte van het park heerst de wildernis. Het is een uitgestrekte vlakte van 12 hectare, grenzend aan water en omgeven door bossen en een overgangszone naar het Nationaal Park Hoge Kempen. Deze plek is ook een tijdelijke opvangplaats voor zwarte ooievaars (project 'Black Stork Baby') die deel uit maken van een rewildingproject. Verder wandelen in deze zone enkele Galloway-runderen vrij rond. Bezoekers komen hier ook diverse kunstwerken en projecten van Koen Vanmechelen tegen, waaronder de drie kenniscontainers die de naam 'LaMouseion' dragen, waarin jaarlijks jongeren worden uitgenodigd om te brainstormen over diverse maatschappelijke thema's. Aan de vijver achteraan staat het marmeren kunstwerk 'Protecting the other'.

## Omgeving en communitywerking
LABIOMISTA is gelegen in Zwartberg, dat onderdeel is van de stad Genk, meer bepaald in de wijk Nieuwe Kempen. Het ligt op een boogscheut van Thor Park en C-mine, de andere voormalige mijnsites in Genk die herbestemd werden. Inherent aan het project is de inbedding in de buurt. Zo is er bewust voor gekozen geen horeca aan te bieden, hiervoor wordt doorverwezen naar de handelaars in de buurt. Vlak aan LABIOMISTA ontstond zo Nomadland, een ontmoetingsplek naast de volkstuintjes van Zwartberg. Het is een idee van Koen Vanmechelen dat werd gerealiseerd in samenwerking met de buurt, zij bieden er geregeld eten en drinken aan.